# 白碱滩区
白碱滩区（維吾爾語：جەرەنبۇلاق رايونى‎，拉丁维文：Cerenbulak rayoni）是中国新疆维吾尔自治区克拉玛依市所辖的一个市辖区。总面积为1272平方公里，常住人口約6万人。

## 行政区划
白碱滩区下辖3个街道办事处：
金龙镇街道、中兴路街道和三平路街道。

## 人口
2020年末，根據全國第七次人口普查統計數據顯示：全区常住人口为50825人。

## 交通
- 217国道过境。